# Bisdom Ouésso

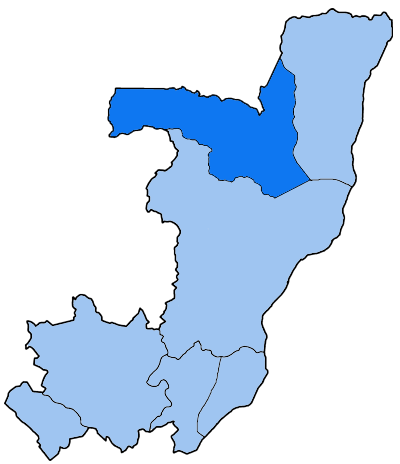
Het bisdom Ouésso binnen Congo-Brazzaville

Het bisdom Ouésso (Latijn: Dioecesis Uessitana) is een rooms-katholiek bisdom in de Congo-Brazzaville en is suffragaan aan het aartsbisdom Owando. Het bisdom telt 25.000 katholieken (2019), wat zo'n 22,5% van de totale bevolking is, en heeft een oppervlakte van 55.795 km². In 2019 bestond het bisdom uit 6 parochies.

## Geschiedenis
- 6 juni 1983: Oprichting als bisdom Ouésso uit delen van het bisdom Owando.
- 30 oktober 2000: Gebied verloren na oprichting van de apostolische prefectuur Likouala.
- 30 mei 2020: Oprichting van het aartsbisdom Owando waaraan Ouésso suffragaan wordt.

## Speciale kerken
De kathedraal van het bisdom is de Cathédrale Saint-Pierre Claver in Ouésso.

## Bisschoppen
- Hervé Itoua (6 juni 1983 – 22 april 2006)
- Yves Marie Monot (sinds 14 juni 2008, apostolisch administrator sinds 22 april 2006 – 8 december 2021)
- Gélase Armel Kema (8 december 2021 – 6 januari 2024)